# Neapellök
Neapellök (Allium neapolitanum) är en flerårig växtart i släktet lökar och familjen amaryllisväxter. Den beskrevs av Domenico Cirillo.

## Utbredning
Neapellöken förekommer i vilt tillstånd i Medelhavsområdet, från Portugal i väster till Turkiet och Syrien i öster. Den odlas även som prydnadsväxt i andra delar av världen, och har som sådan spridit sig till bland annat Australien och USA.